# Crocna
Crocna – wieś w Rumunii, w okręgu Arad, w gminie Dieci. W 2011 roku liczyła 384 mieszkańców. 